# Sándor Takács (rokometaš)
Sándor Takács, madžarski rokometaš, * 20. avgust 1947, Budimpešta, † september 2012.
Leta 1972 je na poletnih olimpijskih igrah v Münchnu v sestavi madžarske rokometne reprezentance osvojil osmo mesto.